# Unidade de supervisão de corrente alternada
Unidade de supervisão de corrente alternada (USCA) é um equipamento microprocessado que é utilizado em QTA's (Quadro de Transferência Automática) de grupo-geradores. As USCA's são responsáveis por coletar as informações da rede, como tensão e corrente tanto do lado do gerador como da rede, e a partir de uma série de análises, ela pode partir um grupo gerador (em caso de falha na rede, baixa tensão ou falta de fase) e fazer a transferência, assim como pode partir junto com a rede, efetuar o sincronismo de frequência e tensão com a rede, ficando o grupo-gerador e a rede ligadas juntas, e a USCA faz a transferência de carga, o que chamamos de rampa. A USCA em geral faz o controle da tensão da excitatriz do grupo gerador (para o controle da saída de tensão) e da velocidade do motor (para controle da frequência), assim como monitora os dados do grupo e efetua a proteção e o arrefecimento quando necessário.